# Restorder
En restorder är en speciell typ av kundorder. Den skapas från en vanlig kundorder i samband med att en komplett leverans inte kan ske utan att enstaka orderrader eller delkvantiteter på orderrader måste restnoteras och levereras senare. Detta beror i så fall på att varan är tillfälligt slut på lagret. Om en beställning är gjord och en vara är restnoterad, så skickas den normalt till kunden så fort som den kommer in, under förutsättning att varan inte dessförinnan blivit avbeställd.